# Nice for What
Nice for What è un singolo del rapper canadese Drake, pubblicato il 6 aprile 2018 come secondo estratto dal quinto album in studio Scorpion.

## Pubblicazione
Drake ha annunciato il singolo il 5 aprile durante un concerto dei Majid Jordan a Toronto. La pubblicazione del brano è avvenuta il giorno seguente.

## Descrizione
Nice for What è un brano bounce con elementi R&B degli anni 2000 e utilizza un sample della canzone Ex-Factor della rapper Lauryn Hill del 1998, oltre ad interpolare alcuni versi di Get Your Roll On del duo Big Tymers (2000).

## Classifiche

### Classifiche settimanali
| Classifica (2018) | Posizione massima |
| ----------------- | ----------------- |
| Australia         | 1                 |
| Austria           | 6                 |
| Belgio (Fiandre)  | 20                |
| Belgio (Vallonia) | 56                |
| Canada            | 1                 |
| Danimarca         | 3                 |
| Estonia           | 5                 |
| Finlandia         | 13                |
| Francia           | 26                |
| Germania          | 9                 |
| Grecia            | 3                 |
| Irlanda           | 2                 |
| Islanda           | 23                |
| Italia            | 53                |
| Lettonia          | 2                 |
| Norvegia          | 5                 |
| Nuova Zelanda     | 1                 |
| Paesi Bassi       | 6                 |
| Portogallo        | 7                 |
| Regno Unito       | 1                 |
| Repubblica Ceca   | 23                |
| Slovacchia        | 13                |
| Spagna            | 63                |
| Stati Uniti       | 1                 |
| Svezia            | 4                 |
| Svizzera          | 7                 |
| Ungheria          | 11                |

### Classifiche di fine anno
| Classifica (2018) | Posizione |
| ----------------- | --------- |
| Australia         | 22        |
| Belgio (Fiandre)  | 100       |
| Canada            | 9         |
| Danimarca         | 30        |
| Estonia           | 60        |
| Francia           | 148       |
| Irlanda           | 11        |
| Nuova Zelanda     | 12        |
| Paesi Bassi       | 69        |
| Regno Unito       | 7         |
| Stati Uniti       | 11        |
| Svezia            | 57        |

### Classifiche di fine decennio
| Classifica (2010-19) | Posizione |
| -------------------- | --------- |
| Stati Uniti          | 87        |